# Joseph Bloomfield Leake
Pour les articles homonymes, voir Leake.
Joseph Bloomfield Leake (1er avril 1828 - 1er juin 1918) était un avocat et un sénateur de l'État de l'Iowa qui est entré dans l'armée de l'Union pendant la guerre civile américaine. Il est devenu général de brigade avant la fin de la guerre. Après la guerre, il est devenu le procureur des États-Unis pour le district nord de l'Illinois à Chicago.

## Biographie

### Jeunesse et carrière
Leake est né à Deerfield, New Jersey, et a ensuite déménagé à Cincinnati, (Ohio). Il est diplômé de l'Université de Miami en 1846 et a ensuite étudié le droit. Il a été admis au barreau en 1850 et a ouvert un cabinet à Davenport (Iowa). Leake a été élu au Sénat de l'Iowa et a servi pendant la Guerre de Sécession de 1861.

### Service militaire
Leake a démissionné de son siège au Sénat de l'État et est devenu capitaine de la compagnie G du 20e régiment d'infanterie de l'Iowa. Il a été nommé Lieutenant-colonel lorsque le régiment a été organisé au Camp Kirkwood à Clinton, Iowa. Il dirigeait le régiment à Prairie Grove, Vicksburg, et Port Hudson. Le 29 septembre 1863, dans un engagement appelé la Bataille de Plantation de Stirling près de Morganza, Louisiane. Leake a été blessé et capturé par les Confédérés. Il a été détenu au camp Ford près de Tyler, Texas. Il était l'officier de l'Union le plus haut gradé du camp et il s'occupait des besoins des autres prisonniers de guerre de l'Union.
Il a été libéré du camp Ford lors d'un échange de prisonniers en juillet 1864. Certains des soldats de la 19e Infanterie de l'Iowa ont présenté à Leake une nouvelle épée pour remplacer celle qu'il avait perdue lorsqu'il a été fait prisonnier. Il est revenu à son régiment et a participé à la capture de Fort Gaines et Fort Morgan près de Mobile, Alabama . Le 13 mars 1865, il obtient le grade de général de brigade breveté. Le mois suivant, Leake dirige son régiment lors de la bataille de Fort Blakely en Alabama.

### Vie d'après et mort
Après la guerre, Leake retourna à Davenport et fut réélu au Sénat de l'Iowa. Il a déménagé à Chicago en 1871 et a été nommé procureur américain pour le district nord de l'Illinois. Le 21 septembre 1887, il est élu avocat du Chicago Board of Education. Il a été membre du Ulysse S.Grant Post # 28 de la Grande Armée de la République et a été commandant d'État de l'Ordre militaire de la Légion loyale des États-Unis de 1894 à 1895.
Leake s'est marié deux fois. Sa première épouse était Cordellia Scott et il a épousé sa deuxième femme, Mary P. Hill, le 9 décembre 1865. Il n'avait pas d'enfants. Leake est mort à Chicago et a été enterré au cimetière Oakdale à Davenport.